# Martin Canis

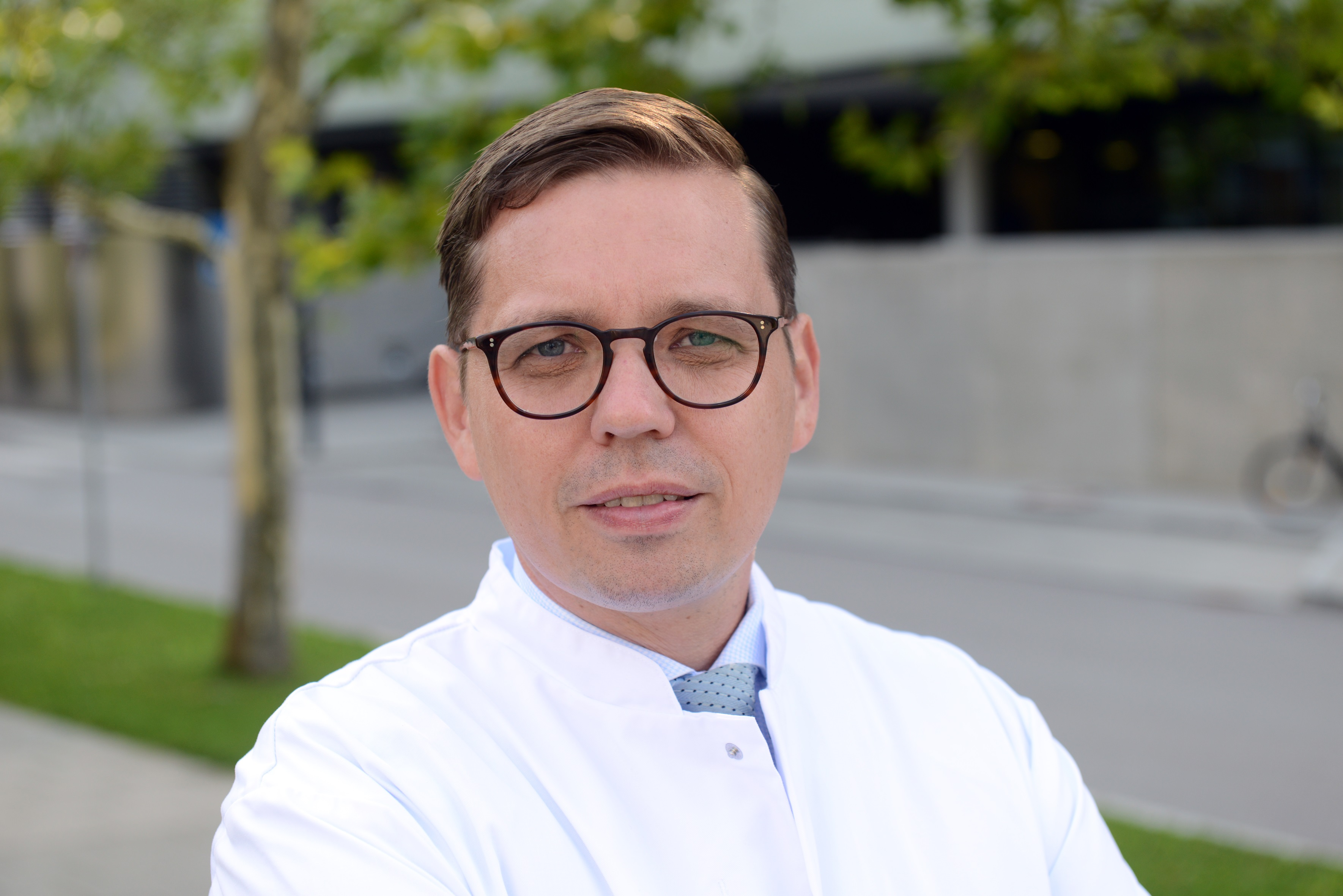
Martin Canis im Jahr 2017

Martin Canis (* 26. Oktober 1976 in Stuttgart) ist ein deutscher Otorhinolaryngologe und Hochschullehrer. Seit 1. Oktober 2017 ist er Direktor der  Klinik und Poliklinik für Hals-Nasen-Ohrenheilkunde am LMU-Klinikum der Ludwig-Maximilians-Universität München.

## Leben und Werdegang
Canis ist Facharzt für Hals-Nasen-Ohrenheilkunde mit Zusatzbezeichnungen in den Bereichen Allergologie, Qualitätsmanagement sowie Plastische und Ästhetische Operationen. Sein Studium absolvierte er an der Ruprecht-Karls-Universität Heidelberg, gefolgt von klinischen Aufenthalten an der Universität Wien, dem Baylor College in Houston, der Universität St. Gallen und am Klinikum der Universität München. 2011 erhielt Canis einen Ruf auf eine W2-Professur nach München, den er jedoch ablehnte. Im gleichen Jahr übernahm Canis die Leitung der klinischen Schwerpunkte Onkologie, rekonstruktive Chirurgie und Allergologie sowie ab 2014 die kommissarische Direktion der Klinik für Hals-Nasen-Ohrenheilkunde an der Universitätsmedizin Göttingen. Seit Oktober 2017 ist er an der Ludwig-Maximilians-Universität München Inhaber des dortigen Lehrstuhls für Hals-Nasen-Ohrenheilkunde sowie Direktor der Klinik für Hals-Nasen-Ohrenheilkunde am LMU-Klinikum der Universität München. Zudem ist Canis Vorsitzender der Oto-Rhino-Laryngologischen Gesellschaft zu München.
Klinische Schwerpunkte seiner Arbeit bilden die Bereiche Onkologie und Otologie sowie die Schädelbasis- und Rekonstruktive Chirurgie. Er ist Autor von Fachpublikationen, unter anderem zur Tumor-Metastasierung und -Immunologie, zur Erforschung tumorinitiierender Zellen und zur Identifizierung von Tumorcharakteristika, die bereits vor Therapiebeginn Rückschlüsse auf die zu erwartende Wirksamkeit medizinischer Maßnahmen und besonders individualisierte Anpassungen einzelner Behandlungsschemata erlauben. Darüber hinaus stehen audiologische Forschungen zu Ursachen und Ausprägungen von Schwerhörigkeit im Fokus seiner wissenschaftlichen Arbeit, die auch in seiner besonderen Expertise auf dem Gebiet der operativen Versorgung mit Cochlea Implantaten und bei der Entwicklung neuer Therapiekonzepte für Gehörgeschädigte ihren klinischen Niederschlag findet.

## Ehrungen und Auszeichnungen
Canis ist Träger  des Johannes Zange-Publikationspreis der Norddeutschen Gesellschaft für Otorhinolaryngologie und zerviko-faziale Chirurgie sowie der Meyer-zum-Gottesberge-Preis für audiologische Forschung der Deutschen Gesellschaft für Audiologie. 2013 erhielt Canis ein Stipendium der Deutschen Gesellschaft für Hals-Nasen-Ohren-Heilkunde, Kopf- und Hals-Chirurgie, das ihn an das Zentrum für Schädelbasischirurgie (John P. Leonetti) an der Loyola Universität in Chicago (USA) führte.

## Schriften (Auswahl)
Über 150 Publikationen, darunter in internationalen Fachmedien, dokumentieren das Profil von Canis auf wissenschaftlicher Ebene.